# Služebnice Nejsvětějšího Srdce Ježíšova v Litvě
Služebnice Nejsvětějšího Srdce Ježíšova v Litvě (litevsky: Jėzaus Širdies tarnaičių Kongregacija) je ženská řeholní kongregace, jejíž zkratkou je A.C.J.

## Historie
Počátek kongregace je spojen s počátkem kongregace Služebnic Nejsvětějšího Srdce Ježíšova založené roku 1894 v Krakově svatým Józefem Sebastianem Pelczarem.
Dne 28. října 1930 se se souhlasem Posvátné kongregace pro řeholníky čtyři litevské domy oddělily od mateřského domu a staly se samostatnou kongregací.

## Aktivita a šíření
Věnují se vzdělávání a výchově dětí a mládeže.
Jsou přítomny v Litvě; generální kurie se nachází v Kaunasu.
K roku 2015 měla 33 sester ve 4 domech.